# Aegilops ×leveillei
Espèce
Aegilops ×leveillei est une espèce de plantes de la famille des Poaceae.
Elle a été mentionnée en 1916 par les botanistes Hermano Sennen et Carlos Pau Español dans la publication Bol. Soc. Arag. 1916, xv. 231. Ils la mentionnent comme un hybride entre Aegilops triaristata et Aegilops triuncialis. 
Son nom est dédié au botaniste français Hector Léveillé.

## Protologue
- Hermano Sennen, « Plantes d'Espagne : Récoles de 1915 », Boletín de la Sociedad Aragonesa de Ciencias Naturales, Sociedad Aragonesa de Ciencias Naturales, vol. XV,‎ 1916, p. 231 (lire en ligne)